# Store Dyrhaugstind
Der Store Dyrhaugstind ist ein 2150 moh. hoher Berg im Hurrungane-Massiv in der Gebirgsregion Jotunheimen in Norwegen. Er liegt in der Provinz Vestland und gehört zur Gemeinde Luster. Die Schartenhöhe zum Store Austanbotntind beträgt 413 m. Die Dominanz zum nächsthöheren Berg, dem Store Skagastølstind, beträgt 2,26 km.
Die Erstbesteigung erfolgte im Jahr 1882 durch H. Hjortøy und Gløersen.